# Albertus Magnus
Albertus Magnus sau Albert cel Mare (n. 1200, Lauingen, Bavaria, Germania – d. 15 noiembrie 1280, Köln, Prusia) a fost un filosof creștin din Evul Mediu, călugăr dominican realist, profesor al lui Toma din Aquino și al lui Pedro Hispano, viitorul papă Ioan al XXI-lea, episcop al Diecezei de Regensburg.

## Biografie
A fost primul născut al contelui de Bollstädt. Nu se știe nimic sigur despre educația sa primară, primită fie în casa părintească fie într-o școală mănăstirească din apropiere. Studiile secundare le face la Universitatea din Padova, faimoasă pentru studiul artelor liberale și corespunzând predilecției tânărului Albert. În 1223 se alătură Ordinului Dominican, atras de predicile Sfântului Iordan Saxonul. După terminarea studiilor predă teologia la Hildesheim, Freiburg (Breisgau), Regensburg, Strasburg și Köln. Se afla la Köln, ocupându-se cu interpretarea Cărții sentințelor lui Petrus Lombardus, când, în 1245, este desemnat să plece la Universitatea din Paris. Acolo a primit titlul de doctor. În timpul acestor drumuri între Paris și Köln îl întâlnește pe Toma din Aquino printre elevii săi. Toma era încă tânăr și taciturn, dar Albert îi recunoaște geniul și îi prezice viitorul măreț. Toma și-a însoțit maestrul la Paris în 1245, s-a întors împreună cu el la Köln, în 1248, unde Albert fusese însărcinat să conducă noul Studium Generale. În 1254 Albert este ales în fruntea Ordinului dominican în Germania.
Călătorește la Roma în 1256, pentru a lua apărarea ordinului împotriva atacurilor lui Guillaume de St. Amour, a cărui carte, De novissimis temporum periculis, fusese condamnată de către Papa Alexandru al IV-lea. În timpul șederii sale la Roma, Albert primește diferite alte însărcinări oficiale, dar în cele din urmă se va devota studiului individual. La 1270 trimite la Paris un memoriu pentru a-l ajuta pe Toma în combaterea lui Siger din Brabant și a averroiștilor. Acest memoriu avea să constituie un tratat special împotriva Comentatorului arab (Despre cincisprezece probleme), cel de-al doilea, după cel din 1256, De Unitate Intellectus Contra Averroem. Este chemat de către Papa Grigore al X-lea să participe la Conciliul din Lyon (1274), unde a luat parte la dezbateri.
Anunțul morții lui Toma, care se aflase și el pe drum către Conciliu, îl determină pe Albert să declare că „Lumina Bisericii s-a stins”. În 1277, când episcopul Etienne Tempier al Parisului anunța condamnarea tezelor tomiste pe motivul că ar fi prea favorabile filosofilor necredincioși, Albert cel Mare se duce din nou pentru a lua apărarea discipolului său.
Curând după anul 1278 cade bolnav, suferind o amnezie aproape completă. A fost beatificat la 1622 de către Papa Grigore al XV-lea și a fost canonizat de Papa Pius al XI-lea, în 1931, fiind sărbătorit în Biserica Catolică la data de 15 noiembrie.

## Opera

De animalibus

Opera lui Albert cel Mare a fost editată în 1899 în 38 de volume, incluzând texte de o mare varietate. Acoperă domenii ca teologia, logica, botanica, zoologia, astronomia, mineralogia, chimia, psihologia.
Principalele texte teologice sunt comentariile la sentințele lui Petrus Lombardus, precum și o Sumă teologică în două volume.

## Filosofia
Premise

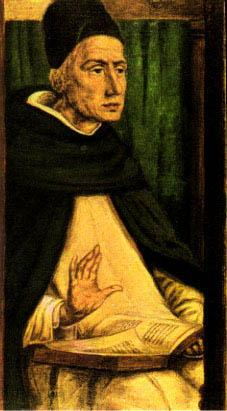
Portret de Joos van Gent, Urbino, ~ 1475

Albert cel Mare promovează la Paris, ca profesor, o reactivare ortodoxă, fidelă învățăturii creștine, a doctrinei lui Aristotel. Drama lui Albert provenea din felul în care înțelegea să recupereze tradiția aristotelică, receptată de Occidentul latin din mediul intelectual arab.
Albert avea o educație întemeiată pe un set oarecare de texte aristotelice, atâtea câte fuseseră disponibile din traducerile lui Boethius. I s-a părut irezistibilă șansa, ce venea acum din mediul arab, de a accede la texte noi, până atunci necunoscute. El cunoștea Categoriile, Despre interpretare, anumite părți din Etică și Topica, dar din lumea arabă veneau vești despre o teologie a lui Aristotel, despre un sistem cosmologic și o teorie generală despre cerul inteligibil.
Pe de altă parte, nimeni, și cu atât mai puțin Albert, nu și-ar fi dorit ca aceste texte să constituie o piedică în afirmarea credinței creștine. Problema „epurării” lor de influențele arabe nu este o problemă atât de simplă și este foarte probabil ca Albert să nu-și fi pus problema în acest fel. Pentru el era semnificativ mai important, fără îndoială, orizontul de bogății care îl puteau reprezenta pentru teologii creștini știința și filosofia greco-arabă. Ceea ce a înțeles el este faptul că textele ce trebuiau acum recuperate conțineau o știință superioară celei de care dispuneau creștinii. Totuși, atât de diferită, încât nici măcar nu se putea pune problema unei acceptări sau a unei negări. Ea trebuia mai întâi cunoscută.
În acest sens, cazul lui Albert este văzut de E. Gilson ca unul de „Pantagruelism”, și nu fără temeiuri. Îl pasiona orice lucru nou și mai ales își dorea să aibă acces la cât mai multe cunoștințe. Din prea multă curiozitate, va ajunge să scrie chiar un manual de grădinărit. Nu ar fi deloc greșit să numim cazul lui Albert drept unul de „enciclopedism”. Rațiunea, descoperea el, poate fi utilizată legitim într-un mod complementar credinței căci, altfel, dacă nu facem deosebire între ceea ce credem și ceea ce știm, se compromite stabilitatea credinței.
Rațiunea nu mai trebuia pusă în slujba credinței în sensul idealului anselmian („cred pentru a înțelege”), ci dimpotrivă, adevărurile de credință pot fi protejate prin separarea celor două facultăți. Dintr-un anumit punct de vedere, această separare poate fi privită ca o soluție ultimă de prudență față știința arabă pe care Albert își propunea să o înțeleagă.
Un enciclopedism similar, deși mult mai puțin prudent, îi caracteriza pe adepții averroismului, cum era Siger din Brabant. Acesta, nici el un necredincios, dar furat mai tare de idealul similar de recuperare a Peripatetismului, crezuse de cuviință să deosebească între adevărul filosofiei și adevărul teologiei într-un sens disjunctiv, ceea ce nu era cazul la Albert. Aceasta este „himera” numită Peripatetism, atât pentru Albert cât și pentru Siger din Brabant: o tradiție numită „peripatetică” dar asimilabilă în momentul respectiv, ca un întreg ale cărui părți cuprindeau și interpretări neoplatonice arabe. Problema fundamentală cu care se vor confrunta Albert și Toma din Aquino, elevul său, este prin urmare cea a raportului dintre filosofia aristotelică și religia creștină. Dacă pentru Albert nu este încă destul de clar ce înseamnă filosofie aristotelică, Toma, bazându-se mult pe ajutorul maestrului său, va putea asimila aristotelismul într-o formă mult mai limpede.
Despre destin

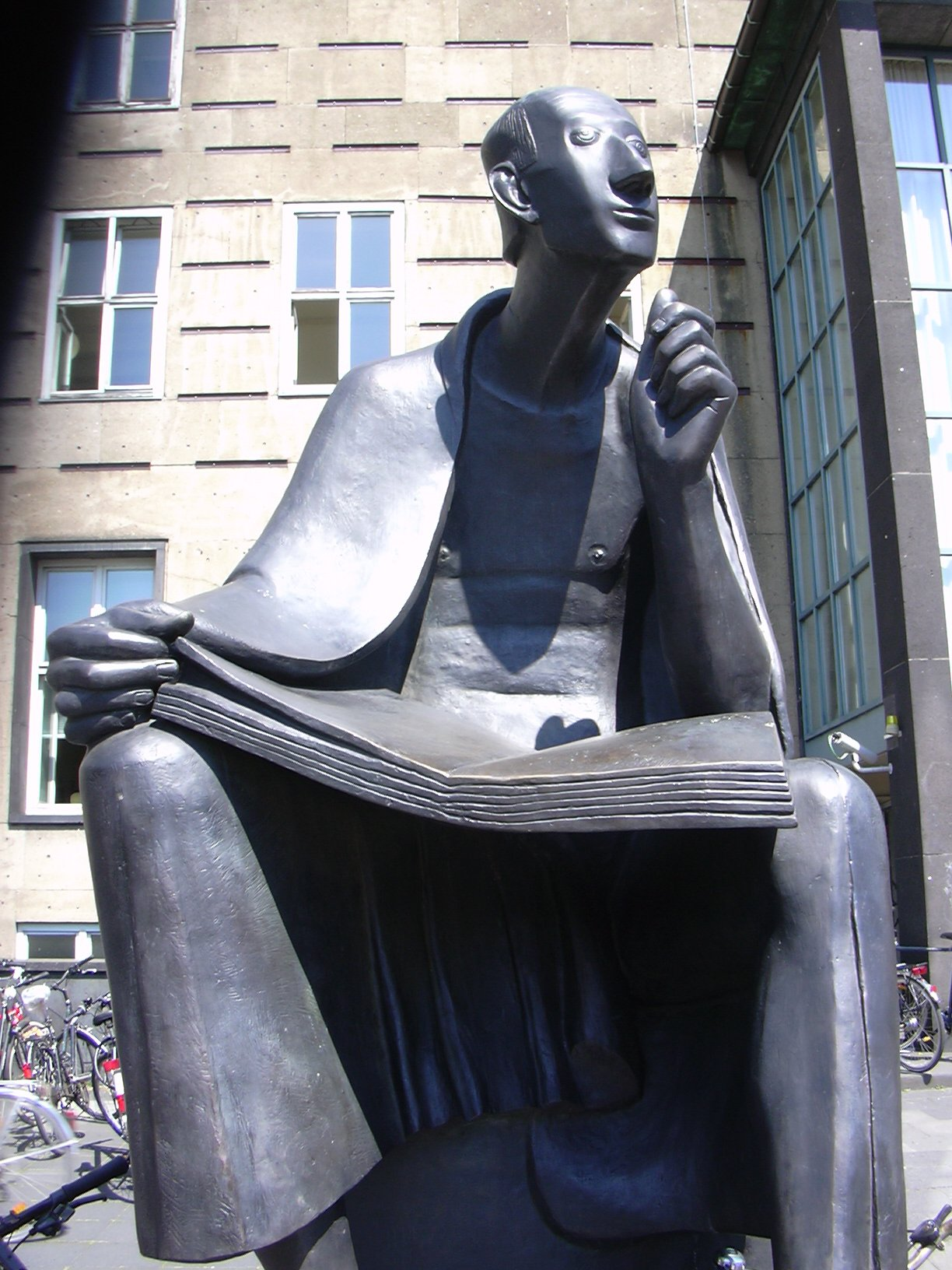
Albertus Magnus monument în fața Universității din Köln, Germania

Încercând să recupereze și să asume ceea ce el considera a fi un Peripatetism integral, Albert a trebuit să accepte interpretările arabe ale textelor aristotelice ca făcând parte, într-un mod legitim, din Tradiție. Se va strădui să asimileze și terminologia realistă lovindu-se însă de o diferență de sens nebănuită: tradiția arabă fusese infuzată de un alt câmp semantic al terminologiei realiste, cel neoplatonic. Pentru ei, genurile și speciile nu erau înțelese numai ca „esențe” sau poate Idei în mintea lui Dumnezeu, în sensul doctrinei Verbului; pentru arabi, ele aveau o existență reală, de sine stătătoare, nu numai de natură intelectuală, ci funcționau în calitate de cauze intermediare între Dumnezeu și lumea sublunară, cauze înțelese ca sfere astrale care determină, prin intermediul unei mecanici subtile, inclusiv destinul uman.
Ceea ce va fi nevoit Albert să înțeleagă de aici se poate vedea în tratatul său Despre destin. El va adopta, în încercarea de asimilare a acestui peripatetism, mai degrabă o arhitectură neoplatonică. Astfel, problema destinului depinde de patru mari presupoziții , primele trei neoplatonice iar cea din urmă boetiană.
a)	există o guvernare celestă a sublunarului, intermediară între lume și Dumnezeu, care determină astral destinul realităților corporale. În legătură cu aceasta, Albert se întreabă dacă raportul cer-pământ este de tip cauză-efect sau unul de tipul relației semnificant-semnificat. Va opta pentru a doua variantă, adică pentru o relație de semnificare, încercând să evite o soluție care ar anula problema responsabilității. În plus, va încerca mai mult: faptul că relația dintre sublunar și astral este una semiotică nu legitimează, totuși, posibilitatea unei hermeneutici a semnelor cerești. Semnele cerești nu dezvăluie destinul sub forma unui sistem de predicții, ele spun cel mult că există o măsură originară a destinului dar, în calitate de cauză extrinsecă, este incomprehensibilă.
b)	astrele nu impun o necesitate lucrurilor datorită capacității imperfecte a acestora din urmă de a participa la ordinea superioară a sferelor celeste; altfel spus, lumea sublunară nu se ridică întotdeauna la demnitatea de a avea un destin.
Aceasta este teza participării quantum potest („potrivit putinței”). Cu alte cuvinte, chiar dacă evenimentele cerului sunt cauze externe ale evenimentelor lumii sublunare, acestea din urmă, inferioare fiind, nu se ridică la măsura posibilității de a recepta în mod perfect aceste cauze. Tot o teză de inspirație neoplatonică, pe care Albert o însușește, postulând, pe baza ei, destinul ca un nou gen al ființei. El este, în termenii lui Albert, un intermediar între necesar și posibil. Altfel spus, destinul nu este nici cauză impersonală a actelor umane, nu este nici voință: este o realitate intermediară între univers și sine.
c)	există o analogie între suflet și cer conform căreia inteligența celestă și inteligența umană sunt un act comun. Este din nou vorba despre o idee provenită din mediul arab. Averroes postulase unicitatea intelectului posibil pentru toți oamenii și multiplicarea acestuia după acțiunile individuale ale fiecăruia. Formularea lui Albert este rodul unui efort de asimilare critică a acestor idei. El va spun că destinul este individuare a sufletului prin propria experiență, fiind în acest sens modul specific uman al libertății.
d)	distincția boetiană între providență și destin („providența este însăși acea rațiune divină care, ca principiu suprem și universal, orânduiește totul, pe când destinul este ordinea care tronează în fenomene, în mișcarea lor, și cu ajutorul căreia providența le înlănțuie, dându-le fiecăreia un loc anumit”). Distincția boetiană îi servește lui Albert drept un punct de echilibru între teoriile cauzelor intermediare de sursă arabă neoplatonică și doctrina creștină.
Dincolo de toate aceste sforțări albertiene, din care Toma își va face la rândul său un scop intelectual, Biserica, pentru a depăși anumite momente de criză în care tezele arabe intraseră în discuția universitară, riscând să afecteze educația viitorilor preoți, va respinge explicit, prin liste publice, propozițiile eretice.

## Posteritatea
- A fost beatificat de Papa Grigore al XV-lea, în 1622;
- A fost canonizat de Papa Pius al XI-lea, în 1931;
- A fost proclamat Doctor al Bisericii, în 1931;
- A fost proclamat „sfânt patron al savanților creștini”, în 1941.

În istorie, rămâne cunoscut ca „Doctorul universal”, în compania „Doctorului angelic” (propriul său elev, sfântul Toma de Aquino), a „Doctorului serafic” (sfântul Bonaventura) și a „Doctorului admirabil” (franciscanul Roger Bacon).